# Souverain chinois
Le souverain chinois est le souverain d’une période particulière dans la Chine ancienne, et plus tard la Chine impériale. Plusieurs titres et schémas de nommage ont été utilisés tout au long de l’histoire.

## Titres impériaux

### Empereur
Les caractères Huang (皇 huáng "auguste (souverain)") et Di (帝 dì "le souverain") avaient été utilisés séparément et jamais de manière consécutive (voir Trois août et cinq empereurs). Le caractère était réservé aux dirigeants mythologiques jusqu'au premier empereur de Qin (Qin Shi Huang), qui créa un nouveau titre, Huangdi (皇帝 in pinyin : huáng dì) en -221, qui se traduit couramment par empereur. Ce titre a continué d'être utilisé jusqu'à la chute de la dynastie Qing en 1911.
À partir de la dynastie des Han, le titre Huangdi pouvait aussi être abrégé en huang ou di Les anciens titres de noblesse Qing (卿), Daifu (大夫) et Shi (仕) sont devenus des synonymes pour les fonctionnaires de la cour.
Le pouvoir de l'empereur variait selon les empereurs et les dynasties, certains empereurs étant des dirigeants absolus et d'autres des figures de proue, le pouvoir réel étant entre les mains des factions judiciaires, des eunuques, de la bureaucratie ou des familles nobles. En principe, le titre d'empereur se transmettait de père en fils via la primogéniture, comme l'approuvait le confucianisme. Cependant, il existe de nombreuses exceptions à cette règle. Par exemple, étant donné que l'empereur avait généralement de nombreuses concubines, le premier-né de l'impératrice (c.-à-d. La principale épouse) est généralement l'héritier apparent. Cependant, les empereurs pourraient élever un autre enfant plus favorisé ou l'enfant d'une concubine favorite au statut de prince héritier. Des conflits de succession ont régulièrement lieu et ont conduit à un certain nombre de guerres civiles. Sous la dynastie Qing, la primogéniture a été complètement abandonnée, l'héritier désigné étant tenu secret jusqu'à la mort de l'empereur.
Des San Huang Wu Di, les trois premiers s'appelaient 皇 (huang, "auguste (souverain)") et les cinq derniers s'appelaient 帝 (di, "souverain divin"), ce qui peut se traduire soit par empereur, soit par demi-dieu humain ou surhumain. Ce titre a peut-être été utilisé sous les dynasties Shang et Xia, mais des os d'oracle datant de la dynastie Shang ont été retrouvés et portent le titre 王 (wáng, "roi").

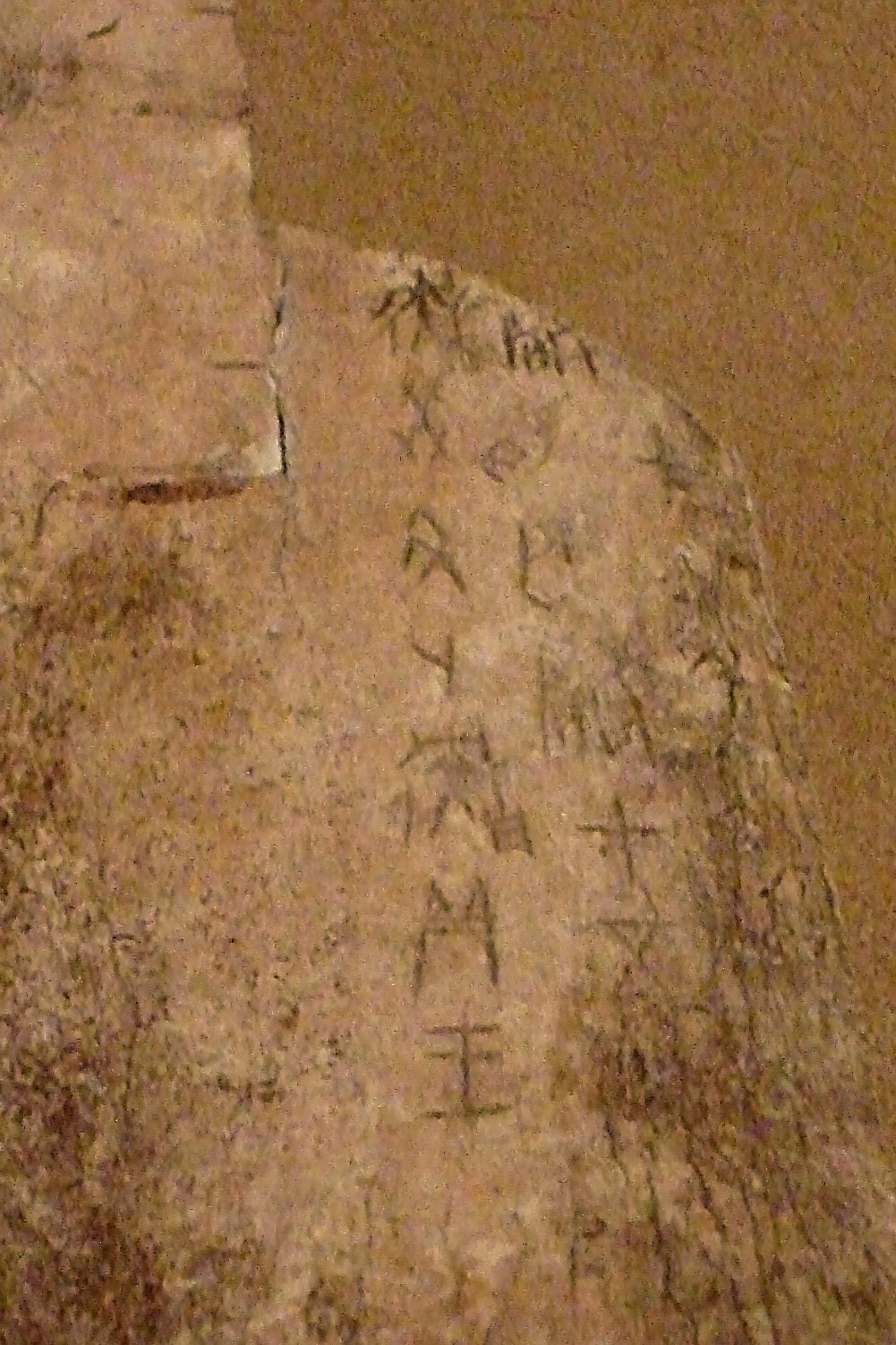
Dans cet os d'oracle de la dynastie Shang (qui est incomplet), un devin demande au roi Shang s'il y aurait un malheur au cours des dix prochains jours; le roi répondit qu'il avait consulté l'ancêtre Xiaojia lors d'une cérémonie de culte. Remarquez le titre du roi, 王 wáng sur l'os.

### Roi
Le roi (王, wáng) était le chef d'État chinois pendant la dynastie des Zhou. L'utilisation de ce terme lors des dynasties Xia et Shang est incertaine mais possible: le terme a été retrouvé sur des os d'oracle. Il a été aboli sous le Qin et, après cela, le même terme a été utilisé pour (et traduit comme) princes royaux. Le titre était communément attribué aux membres de la famille de l'empereur et pouvait être hérité. Un poème datant d'il y a environ 2 500 ans disait "天之下, 王 土. 率 土 之, 莫非", ce qui grossièrement traduit signifie "Sous le ciel, rien n'est pas la terre du roi; les gens qui dirigent les terres, personne n'est pas les sujets du roi. "

### Fils du ciel
Le Fils du ciel était un titre de l'empereur basé sur le mandat du ciel. Le Fils du Ciel est un empereur universel qui gouverne la tianxia comprenant "tout sous le ciel".  Le titre n'a pas été interprété littéralement. Le monarque est un mortel choisi par le ciel, pas son descendant actuel.  Le titre provient du Mandat du Ciel, créé par les monarques de la dynastie Zhou pour justifier le dépôt de la dynastie Shang. Ils ont déclaré que le ciel avait révoqué le mandat des Shang et l'avait transmis aux Zhou en guise de représailles pour leur corruption et leur mauvaise gestion. Le ciel a confié le mandat à celui qui était le mieux disposé pour gouverner. Le titre tenait l’empereur responsable de la prospérité et de la sécurité de son peuple sous la menace de perdre son mandat. 
Contrairement à l'empereur japonais par exemple, la théorie politique chinoise permettait de changer de dynastie, les familles impériales pouvant être remplacées. Tout ceci est basé sur le concept de " Mandat du Ciel ". La théorie derrière cela était que l'empereur chinois a agi en tant que " Fils du Ciel ". En tant que seul dirigeant légitime, son autorité s'étendait à " Tout sous le ciel " et n'avait de voisins que dans un sens géographique. Il détient un mandat pour lequel il pouvait légitimement régner (ou diriger) tous les autres peuples du monde, à condition de bien servir le peuple. Si le souverain devenait immoral, alors la rébellion est justifiée et le ciel enlèverait ce mandat et le donnerait à un autre. Ce concept unique très important légitimait le cycle dynastique ou le changement de dynasties sans distinction de contexte social ou ethnique. Ce principe a permis la création des dynasties fondées par des familles non nobles tels que la dynastie des Han et la dynastie Ming ou des dynasties non-ethniques Han comme la dynastie Yuan dirigé par les mongols et la dynastie Qing dirigé par les Manchu. C’est l’intégrité morale et le leadership bienveillant qui ont déterminé le détenteur du «mandat du ciel». Chaque dynastie qui a consciemment adopté cette pratique administrative a puissamment renforcé ce concept sinocentrique tout au long de l’histoire de la Chine impériale. Les historiens ont noté que c'était l'une des principales raisons pour lesquelles la Chine impériale disposait à bien des égards du système de gouvernement le plus efficace de l'Antiquité.
Enfin, il n’était généralement pas possible pour une femme de succéder au trône et dans l’histoire de la Chine, il n’y a eu qu’une seule impératrice, Wu Zetian (624–705 de notre ère), qui a usurpé le pouvoir sous la dynastie Tang.

## Comment lire les titres d'un souverain chinois
Tous les souverains sont désignés par une chaîne de caractères chinois.
Exemples en mandarin standard:
1. Hàn Gāo Zǔ Liú Bāng (漢 高祖 劉邦)
2. Táng Taizong Lǐ Shì Mín (唐太宗李世民)
3. HOU Hàn gao zǔ Liú zhi Yuǎn (後漢高祖劉知遠)
4. Hàn Guāng Wǔ Dì Liú Xiù (漢 光武帝 劉秀)

Les premiers caractères sont le nom de la dynastie ou du royaume. Par exemple, Hàn, táng, Wèi et Hòu Hàn.
Viennent ensuite les caractères du nom commun du souverain, dans la plupart des cas les noms posthumes ou les noms de temple. par exemple, Gāo Zǔ, Tài Zōng, Wǔ Dì, Guang Wǔ Dì
Suivez ensuite les caractères de leur famille et leurs prénoms. Par exemple, Liú Bâng, Lǐ Shi Mín, Cáo Cāo, Liú Zhī Yuǎn et Liú Xiù.
Dans les textes historiques contemporains, la chaîne comprenant le nom de la dynastie et du temple ou des noms posthumes suffit comme référence claire à un souverain particulier.
Par exemple, Hàn Gāo Zǔ. 
Notez que Wèi Wǔ Dì Cáo Cāo n’a jamais été souverain à part entière, mais son fils l’a été. C’est ainsi que son style impérial de Wǔ Dì ne fut ajouté qu’après que son fils fut monté sur le trône. Ces cas étaient fréquents dans l’histoire chinoise, c’est-à-dire que le premier empereur d’une nouvelle dynastie accordait souvent des titres impérials posthumes à son père ou parfois même à d’autres ancêtres paternels.

## Conventions de nommage de la dynastie Tang
Tous les souverains à partir de la dynastie Tang sont à l’époque appelés selon des noms de temple. Ils portaient également des noms posthumes moins utilisés, sauf dans les textes historiques traditionnels. La situation s’est inversée avant Tang, les noms posthumes étant utilisés à l’époque.
Par exemple, le nom posthume de Táng Tài Zōng L Shì Mín était Wén Dì (文帝)
Si, depuis les Tang, les souverains étaient référencés sous des noms posthumes, c'est qu'ils étaient les derniers de leurs souverainetés ou leurs règnes étaient courts et impopulaires.
Par exemple, Táng aÌ Dì Lǐ Zhù (唐哀帝李柷), également connu sous le nom Táng ZHAO XUAN Dì (唐昭宣帝), était le dernier empereur de la dynastie des Tang régnant de 904 à 907.
Hàn Guāng Wǔ Dì est l'équivalent de Dōng Hàn Guāng Wǔ Dì puisqu'il était le fondateur de la dynastie orientale Han (dōng). Toutes les conventions: dōng (est) -xī (ouest), nán (sud) -běi (nord), qián (ancien) -hòu (plus tard) ont été inventées par les historiographes passés ou présents pour désigner une nouvelle ère de dynastie. Ils n'ont jamais été utilisés à cette époque.

## Titres auto proclamé
Xiang Yu s'est lui-même appelé Xīchǔ Bàwáng («西楚霸王», littéralement Hegemon-roi of Chu de l’ouest).

## Titres étrangers pris par les dirigeants chinois
L'empereur Tang Taizong a été couronné Tian Kehan天 可汗 ou " Khagan céleste " après avoir vaincu les Gokturks (Tujue).

## Conventions de dénomination communes
Voici un guide rapide du style de référence le plus courant (mais pas une explication détaillée) dans l’utilisation contemporaine. L'utilisation de différents titres ou styles d'empereur est néanmoins considérée comme correcte mais non commune.
1. Les empereurs avant la dynastie Tang : utilisez le nom de la dynastie + les noms posthumes. Par exemple, Han Wu Di.
2. Les empereurs entre la dynastie Tang et la dynastie Ming : utilisez le nom de la dynastie + les noms de temple, par exemple, Tang Tai Zong.
3. Les empereurs des dynasties Ming et Qing: utilisent des noms d’époque (noms de règne) car la plupart des empereurs n’avaient qu’un seul nom d’époque distinctif durant leur règne, par exemple l’empereur Kangxi (康熙 kāng xī) de Qing. Les exceptions sont les deux premiers empereurs de la dynastie Qing et l'empereur Yīngzōng (英宗) de Ming, qui portait deux noms d'époque.
Cependant, l’utilisation des noms d’époque les confond beaucoup avec les noms des empereurs eux-mêmes, et de nombreux érudits encouragent donc une formulation inversée pour les empereurs Ming et Qing, par exemple, l’empereur Kangxi, l’empereur Qianlong, etc. Pour être plus précis et plus clair, on pourrait dire: l'empereur de l'époque Kangxi, etc.
4. Remplacez les règles 1 à 3: s'il existe une convention plus courante que l'utilisation de noms posthumes, de temples ou d'époques, utilisez-la. Wu Zetian (la seule impératrice féminine régnant dans l’histoire chinoise) en est un exemple.
5. Puisque tous les dirigeants légitimes de la Chine après Qin Shi Huang peuvent être intitulés Empereur de Chine, ils peuvent être désignés en français par "Empereur de" et le nom de sa dynastie respective d'après le temple ou son nom posthume. Par exemple, 
Han Wudi = empereur Wu de la dynastie des Han
Tang Taizong = empereur Taizong de la dynastie Tang
6. Certains spécialistes préfèrent utiliser la romanisation Wade-Giles à la place du pinyin, mais les formats ci-dessus sont toujours valables. Par exemple, Han Wu Di = Wu-ti empereur de la dynastie des Han.

## Voir également
| - Empereur de Chine (noms d'époque, nom du temple, nom posthume) - Tableau des monarques chinois - Arbre généalogique des empereurs chinois - Ancien - Début - Moyen - Fin | - Historiographie chinoise - Histoire chinoise (dynasties) (chronologie) - Noble chinois - Liste des destinataires de l'hommage de Chine | - Liste des affluents de la Chine impériale - La postérité du ciel - Rébellion Taiping |  |

### Citations
1. ↑  Ebrey 2010, p. 179.
2. 1 2  Dull 1990, p. 59.
3. ↑  Zizhi Tongjian, vol. 249.

### Sources
- Yap, Joseph P. (2009). "Official Titles and Institutional Terms - Qin and Han" pp612–620 and Chapter 1. pp 38–39 in "Wars With The Xiongnu - A Translation From Zizhi tongjian". AuthorHouse.  (ISBN 978-1-4490-0605-1)
- Jack Dull, Heritage of China : Contemporary Perspectives on Chinese Civilization, University of California Press, 1990, 369 p. (ISBN 978-0-520-06441-6, lire en ligne), « The Evolution of Government in China »
- Patricia Buckley Ebrey, The Cambridge Illustrated History of China, Cambridge University Press, 2010, 2e éd. (1re éd. 1996), 384 p. (ISBN 978-0-521-12433-1, lire en ligne)